# غبومو غبومو إكسبريس
غبومو غبومو إكسبريس (بالإنجليزية: Gbomo Gbomo Express) هو فيلم سرقة وكوميديا نيجيري صدر سنة 2015، وأخرجه وكتبه والتر تايلور. الفيلم من بطولة كُل من رامسي نواح وأوساس إيغودارو وبلوسوم تشوكووجيكوو وكيكي أوميلي وأليكس إيكوبو وغيديون أوكيكي، غبينرو أجيبادي وإيكيشاكوو أونوناكو وشافى بيلو.
تدور أحداث الفيلم حول اختطاف رئيس شركة للتسجيلات يُدعى أوستن مبا (رامزي نوح) وناشطة اجتماعية تُدعى كاساندرا (أوساس إغودارو)، من قبل فريق اختطاف يقوده فرانسيس (غيديون أوكيكي).

## طاقم التمثيل
- رامسي نوح في دور أوستن مبا.
- بلوسوم شوكوجيكو في دور روتيمي لاوال.
- أوساس إيغودارو في دور كاساندرا.
- غيديون أوكيكي في دور فرانسيس.
- كيكي أوميلي في دور بليسينغ.
- غبينرو أجيبادي في دور فيلو
- إيكيشوكو أونوناكو في دور نينو.
- أليكس إيكوبو في دور هابي.
- شافي بيلو أكينريميسي في دور أليكسيس أوسيتا-بارك.
- كينيث أوكولي في دور الرجل الغيور.
- أوموي أوزاميري في دور نكيم.
- نيكوا جونسون في دور نادلة.
- بن توماس في دور القذافي.

## الإنتاج
صُورت مشاهد الفيلم بالكامل في ولاية لاغوس. استغرق التصوير الرئيسي 18 يوما، وقد كان مُقررا في الأول أن يستغرق 14 يومًا فقط. صُورت مشاهد الملهى الليلي والمطعم في مناطق كومبيوتر فيلاج وإيكيجا و فيكتوريا آيلاند في لاغوس. أما مشاهد الاختطاف والتي تُشكل الجزء الأكبر من الفيلم، فقد صُورت في مبنى مهجور في منطقة إيبوتي ميتا في لاغوس. كان مُقررا تصوير إحدى المشاهد الرئيسية على خطوط السكك الحديدية في إيبوتي ميتا، إلا أن السلطات ألغت الإذن بالتصوير في هذا الموقع. استمرت فترة ما بعد الإنتاج لمُدة 3 أشهُر.

## الإصدار
صدر تريلر للفيلم في 30 يونيو 2015. نُشرت صور من وراء كواليس للفيلم على الإنترنت في الفترة من يوليو وحتى أغسطس 2015. صدر التريلر الرسمي للفيلم في 2 سبتمبر 2015. عُرض الفيلم لأول مرة في 27 سبتمبر 2015، ثُم بدأ العرض السينمائي للفيلم في عدة قاعات سينمائية مُختارة في جميع أنحاء نيجيريا في 2 أكتوبر 2015.

## روابط خارجية
غبومو غبومو إكسبريس على موقع IMDb (الإنجليزية)
- غبومو غبومو إكسبريس على موقع نتفليكس (الإنجليزية)
- غبومو غبومو إكسبريس على موقع فيلمافينيتي (الإسبانية)
- غبومو غبومو إكسبريس على موقع قاعدة بيانات الفيلم (الإنجليزية)
- غبومو غبومو إكسبريس على موقع ليتربوكسد (الإنجليزية)
- غبومو غبومو إكسبريس على موقع كينوبويسك (الروسية)